# Foussais-Payré
Foussais-Payré är en kommun i departementet Vendée i regionen Pays de la Loire i västra Frankrike. Kommunen ligger i kantonen Saint-Hilaire-des-Loges som tillhör arrondissementet Fontenay-le-Comte. År 2022 hade Foussais-Payré 1 176 invånare.

## Befolkningsutveckling
Antalet invånare i kommunen Foussais-Payré
| Referens: INSEE |